# Кондрашов, Андрей Олегович
Андре́й Оле́гович Кондрашо́в (род. 30 июня 1973, Алма-Ата) — российский журналист, генеральный директор ТАСС (с 5 июля 2023 года). С 1991 по 2023 год работал в ВГТРК на различных должностях (корреспондент, политический обозреватель, телеведущий, автор документальных фильмов, заместитель генерального директора).
С 2023 года находится под санкциями всех стран Евросоюза и Канады за поддержку российского вторжения на Украину и «распространение российской дезинформации и пропаганды».

## Биография
Родился 30 июня 1973 года в столице Казахской ССР — Алма-Ате. Окончил факультет журналистики Международного независимого эколого-политологического университета (МНЭПУ) в Москве.
С 19 августа 1991 года работал в программе «Вести».
С ноября 1992 года состоял в штате ВГТРК, собственный корреспондент по Центральной Азии. С 1999 года — в московской редакции «Вестей»: специальный корреспондент. Аккредитован при Государственной думе РФ. Одно время работал в кремлёвском пуле. Освещал события в «горячих точках» — Ингушетии, Северной Осетии, Таджикистане, Чечне, на Балканах, в Афганистане, а также погромы на Манежной площади в июне 2002 года.
С 2003 года — политический обозреватель «Вестей».
С 2005 года — ведущий программ «Вести» и «Вести+».
С февраля 2007 по июль 2008 года вёл программу «Вести недели». Самым сложным интервью, по его собственному признанию, была беседа с Александром Солженицыным, которая оказалась последним общением со СМИ для писателя. Был ведущим программы «Знаки» на радиостанции «Вести ФМ».
С сентября 2008 года — ведущий программы «Вести» в 20:00 в паре с Марией Ситтель, Мариной Ким, Салимой Зариф, Татьяной Ремезовой и Фаридой Курбангалеевой. С июня 2016 по октябрь 2017 года он вёл программу единолично, еженедельно чередуясь с Эрнестом Мацкявичюсом.
С марта 2014 года также вёл расширенные выпуски «Вестей в 20:00» по воскресеньям (выходят вместо программы «Вести недели», в период отсутствия Дмитрия Киселёва). В летнее время в 2014—2017 годах он чередовался с Евгением Поповым, в 2017—2018 годах — с Игорем Кожевиным.
В июле 2016 года был назначен директором дирекции программы «Вести».
С января по март 2018 года являлся пресс-секретарём избирательного штаба кандидата в Президенты России Владимира Путина.
2 апреля 2018 года стало известно о назначении первым заместителем генерального директора ВГТРК. В данной должности курировал информационное направление холдинга.
В июне 2018 года — ведущий телевизионной программы «Прямая линия с Владимиром Путиным» в паре с Кириллом Клеймёновым.
С 7 января 2020 года — ведущий ежегодного рождественского интервью с патриархом Кириллом на телеканале «Россия-1».
5 июля 2023 года назначен генеральным директором ТАСС вместо ушедшего в отставку Сергея Михайлова.

### Личная жизнь
Женат. Есть дочь Анна (род. 2002), занималась музыкой, готовилась выступать за Москву на всероссийском конкурсе игры на фортепиано.
Хобби: политическая литература, фотография, авиация.

### Фильмография
Андрей Кондрашов является автором и ведущим следующих телевизионных документальных фильмов:
- 2011 — «„Вести“. Первые двадцать лет» (приурочен к 20-летию первого выхода в эфир информационной телевизионной программы «Вести»)[20]
- 2012 — «Березовский» (фильм-расследование отдельных моментов биографии российского олигарха Бориса Березовского)[21]
- 2014 — «Афган» (приурочен к 25-летию вывода советских войск из Афганистана 15 февраля 1989 года)[22]
- 2015 — «Крым. Путь на Родину» (о аннексии Крыма Россией)[23]
- 2016 — «Война за воду» в рамках документального цикла телепередач «Специальный корреспондент» (фильм-предупреждение о проблеме дефицита пресной воды на Земле)[24]
- 2017 — «Время России» (приурочен ко Дню России — 12 июня)[25][26].
- 2018 — «Валаам» (в фильме — два интервью В. В. Путина, четыре сезона съёмок на Валаамском архипелаге, артефакты Валаамского монастыря, впервые снятые в Финляндии, и кадры уникальной кинохроники)[27][28][29].
- 2018 — «Путин» (о президенте Российской Федерации Владимире Путине, о жизни главы государства — из первых уст)[30].
- 2019 — «Алые паруса» (о зарождении и традициях ежегодного праздника выпускников школ «Алые паруса» в Санкт-Петербурге)[31].
- 2020 — «Война за память» (о подвиге советского народа в борьбе с немецко-фашистскими захватчиками в годы Великой Отечественной войны (1941—1945) в воспоминаниях ветеранов из России, Украины, Германии, Италии и Британии, а также в никогда не публиковавшихся ранее письмах немецких солдат с фронта)[32][33].
- 2020 — «Стена» (посвящён 30-летию объединения Германии; рассказывает об истории создания и падения Берлинской стены, о противоречащих национальным интересам Советского Союза действиях руководства во главе с президентом СССР Михаилом Горбачёвым)[34].
- 2022 — «Зерно» (о структуре зернового рынка России)[35].
- 2024 — «Белград» (к 25-летию со дня начала бомбардировок Югославии)[36].
- 2025 — «Высота» (к 25-летию со времён боя у высоты 776, последствия которого освещал автор и ведущий фильма)[37].

## Санкции
28 августа 2014 года стало известно, что Кондрашов включён властями Украины в санкционный список «невъездных» на территорию этой страны российских журналистов, состоящий из сорока девяти человек. В марте 2015 года объявлен персоной нон грата в Молдавии, ему запрещён въезд в страну на пять лет.
14 октября 2022 года был внесён в санкционный список Канады «российских агентов дезинформации» за «создание условий и поддержку неоправданного вторжения России и попытки аннексии украинской территории».
9 мая 2023 года Кондрашов был внесён ФБК в список коррупционеров и разжигателей войны, с предложением введения против него международных санкций, так как «Кондрашов продавал сюжеты в программах Симоньян-Кеосаяна, которые курировал лично. При этом деньги шли не в государственный канал, а в его личную фирму».
23 июня 2023 года Кондрашов включён в санкционный список всех стран Евросоюза за действия, которые подрывают или угрожают территориальной целостности, суверенитету и независимости Украины:

Во время агрессивной войны против Украины телевизионные каналы и другие структуры ВГТРК были одними из самых активных и значимых инструментов в распространения кремлёвского нарратива в поддержку войны своими агрессивными высказываниями, подрывая украинскую территориальную целостность и поддерживая незаконную аннексию Крыма. Будучи одним из её ключевых руководителей, Андрей Кондрашов несёт прямую ответственность за действия этой медиакорпорации. Как первый заместитель генерального директора, отвечающий за информационно-политическое вещание, он оказывает прямое влияние на то, как ВГТРК информирует людей о агрессивной войне России против Украины.— «Официальный журнал Европейского союза», Брюссель, 23 июня 2023 года

## Признание

### Государственные награды
- 2000 — Медаль ордена «За заслуги перед Отечеством» II степени — за мужество, отвагу и самоотверженность, проявленные при исполнении профессионального долга, и объективное освещение событий в Северо-Кавказском регионе[47]
- 2006 — Медаль ордена «За заслуги перед Отечеством» I степени — за заслуги в области культуры, печати, телерадиовещания и многолетнюю плодотворную работу[48]
- 2008 — Благодарность Президента Российской Федерации — за информационное обеспечение и активную общественную деятельность по развитию гражданского общества в Российской Федерации[49]
- 2014 — Орден Дружбы — за высокий профессионализм и объективность в освещении событий в Республике Крым[50]
- 2023 — Орден «За заслуги перед Отечеством» IV степени — за большие заслуги в развитии телевидения и радиовещания, многолетнюю плодотворную деятельность[51]

### Иностранные награды
- 2024 — Орден «Достык» II степени (Казахстан) — за вклад В развитие отношений между Российской Федерацией и Республикой Казахстан[52]

### Общественные награды
- 2015 — Почётная грамота Совета МПА СНГ (26 ноября 2015 года, Межпарламентская ассамблея СНГ) — за активное участие в проведении международного телекинофорума «Вместе», вклад в укрепление дружбы между народами государств — участников Содружества Независимых Государств[53]